# Clare Short
Clare Short (Birmingham, 15 de fevereiro de 1946) é uma política britânica que serviu como Secretária de Estado para o Desenvolvimento Internacional de 1997 a 2003.
Clare Short começou sua carreira como funcionária pública. Membro do Partido Trabalhista até 2006, foi membro do Parlamento por Birmingham Ladywood de 1983 a 2010. Durante a maior parte desse período, ela foi deputada do Partido Trabalhista.
Após as eleições gerais no Reino Unido de 1997, Clare foi nomeada a primeira Secretária de Estado para o Desenvolvimento Internacional em nível de gabinete. Ela renunciou ao gabinete por causa da Guerra do Iraque. Ela também renunciou ao comando do partido em 2006 e cumpriu o resto do seu mandato como política independente, deixando o parlamento nas eleições gerais de 2010.

## Vida inicial e pessoal
Clare Short nasceu em Birmingham, em 1946, filha de pais católicos irlandeses do condado de Armagh, Irlanda do Norte. Ela frequentou a St Paul's School for Girls em Birmingham.
Mais tarde, ela apoiou as iniciativas pacíficas do Sinn Féin, mas nunca apoiou a violência do IRA, algumas das piores foram infligidas num atentado a bomba em 1974, na sua cidade natal, Birmingham.
Concluindo sua graduação em ciências políticas na Universidade de Leeds, tornou-se funcionária pública trabalhando para o Ministério do Interior. Trabalhar como secretária privada do ministro conservador Mark Carlisle deu-lhe a ideia de que ela "poderia fazer melhor" do que muitos dos deputados com quem negociou, e nas eleições gerais de 1983 foi eleita deputada pelo círculo eleitoral de Birmingham Ladywood, a área onde ela havia crescido.[carece de fontes?]
Clare Short é prima paterna do ator canadense Martin Short.

## Carreira política

### Membro do Parlamento

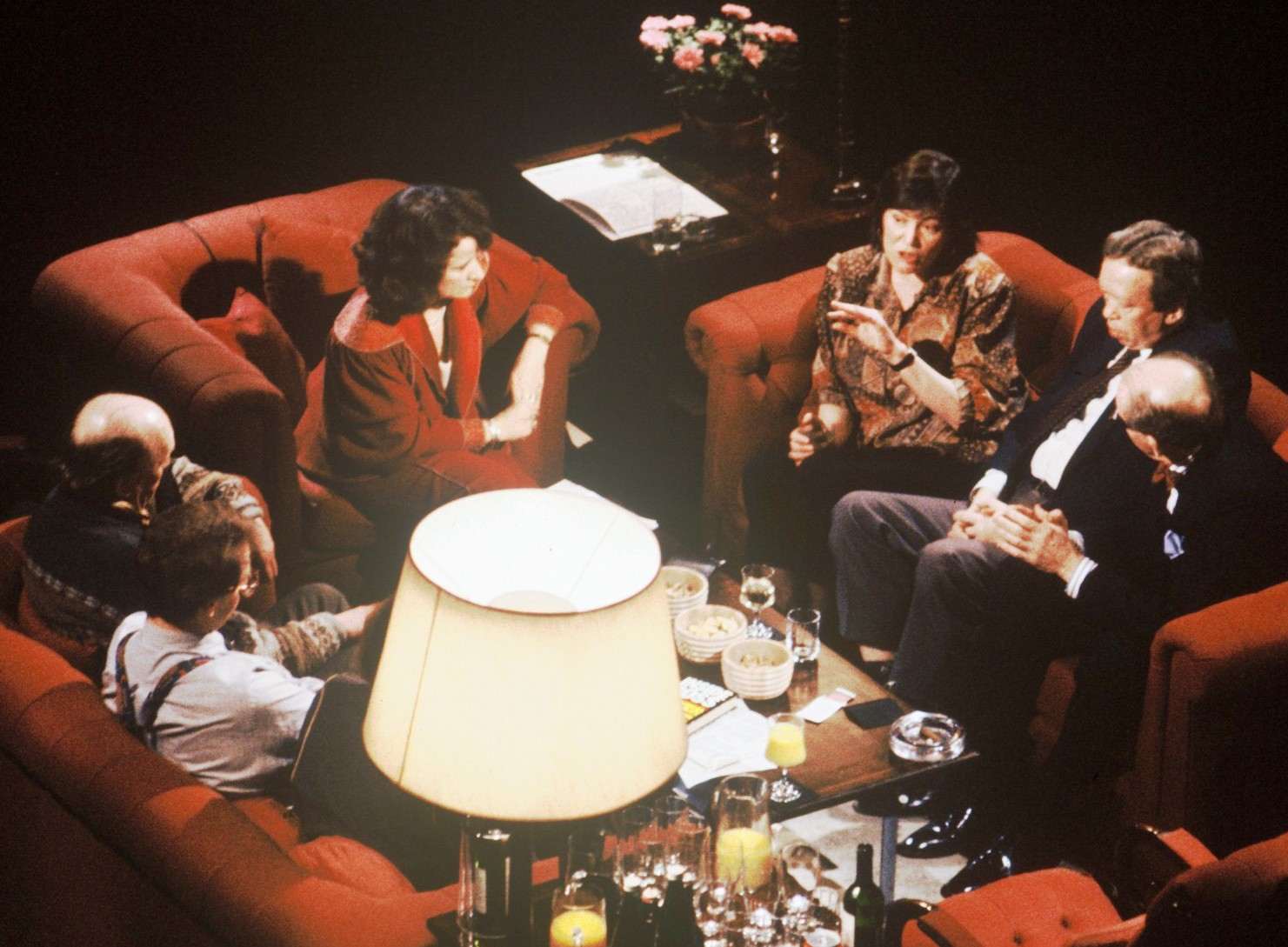
Aparecendo na discussão na televisão After Dark "Contando o custo de uma imprensa livre" em 1991

No início de sua carreira, ela estava firmemente na ala esquerda do Partido Trabalhista. Ela ganhou alguma notoriedade logo após sua eleição em 1983, quando deu a entender que o Ministro do Trabalho do governo, Alan Clark, estava bêbado na caixa de despacho. Os colegas de Clark nas bancadas do governo, por sua vez, acusaram Clare Short de usar linguagem antiparlamentar e o vice-presidente, Ernest Armstrong, pediu-lhe que retirasse a acusação. Clark admitiu mais tarde em seus diários que Short estava correta em sua avaliação.[carece de fontes?]
Em 1986, Clare Short apresentou um projeto de lei para membros privados na Câmara dos Comuns que propunha a proibição de fotografias de modelos de topless publicadas no The Sun e em outros tablóides britânicos. Para garantir que a sua moção seria apresentada, ela dormiu no Parlamento durante a noite. Para este projeto de lei de membros privados, ela foi apelidada pelo The Sun de "Clare-desmancha-prazeres" e "Clare-louca". Um jornal comprou e publicou supostas fotos de Clare Short em roupa de dormir de seu ex-marido. Ela afirmou que eram fotos do corpo de outra pessoa com o rosto sobreposto. O Sun também enviou um ônibus cheio de modelos para sua casa, onde ela morava com sua mãe idosa. Clare deu um relato definitivo de sua atitude em relação à nudez dos tablóides e do papel negativo que a pornografia desempenha de forma mais geral na sociedade em sua introdução ao livro Dear Clare (1991), que apresenta uma seleção das muitas cartas de apoio que recebeu de mulheres em resposta a sua campanha.
Ela apoiou John Prescott nas eleições para vice-liderança do Partido Trabalhista em 1988 (contra Eric Heffer e o titular Roy Hattersley), deixando o Grupo de Campanha Socialista, junto com Margaret Beckett, como resultado da decisão de Tony Benn de desafiar Neil Kinnock para a liderança do partido. Ela apoiou Margaret Beckett para a liderança trabalhista em 1994 contra Tony Blair e John Prescott. Ela também pediu a retirada das tropas britânicas da Irlanda do Norte.[carece de fontes?]
Em 1989, ela levantou a questão do abuso dos procedimentos policiais e da fabricação de provas no Esquadrão de Crimes Graves de West Midlands, transmitindo as preocupações dos advogados de Birmingham de que muitos erros judiciais haviam ocorrido.
Ela subiu na hierarquia da Bancada da Frente Trabalhista, apesar de ter renunciado duas vezes - por causa da Lei de Prevenção do Terrorismo em 1988, e por causa da Guerra do Golfo em 1990. Ela se tornou Ministra-Paralela para as Mulheres (1993-1995), Secretária-Paralela dos Transportes (1995-1996) e Porta-voz da Oposição para o Desenvolvimento Internacional (1996-1997). Clare também foi membro do Comitê Executivo Nacional do Trabalho (NEC), de 1988 a 1997, e Presidente do Comitê de Mulheres do NEC (1993-1996). Na conferência do Partido Trabalhista de 1995, Clare Short denunciou Liz Davies como "inadequada" depois que Liz foi selecionada como candidata parlamentar por um distrito eleitoral do Partido Trabalhista em Leeds, Nordeste. Isto foi visto como uma tentativa de ganhar o favor da direita do partido, especialmente do então líder Tony Blair. No entanto, em 1996, Clare Short foi transferida para a pasta de Desenvolvimento Internacional, uma mudança que ela viu como um rebaixamento. Clare também pediu a legalização da cannabis.[carece de fontes?]

### Secretária de Estado do Desenvolvimento Internacional
Após as eleições gerais de 1997, a Administração de Desenvolvimento Internacional recebeu status departamental completo como Departamento para o Desenvolvimento Internacional, com Clare Short como a primeira Secretária de Estado para o Desenvolvimento Internacional em nível de gabinete. Ela manteve este cargo durante todo o primeiro mandato do governo trabalhista e depois das eleições gerais de 2001 até o segundo.[carece de fontes?]
Na sua nomeação para o DfID, os jornalistas perguntaram a Clare Short se ela seria “boa” (por outras palavras, não causaria constrangimentos ao governo). Ela respondeu: “Vou tentar ser boa, mas não consigo evitar, tenho que ser eu mesma”. Poucos meses depois, a ilha de Montserrat (um dos poucos territórios ultramarinos restantes do Reino Unido) foi devastada por uma erupção vulcânica que tornou metade da ilha inabitável; quando os 4.500 ilhéus pediram mais ajuda do DfID, Clare teria comentado "depois eles vão pedir elefantes dourados" e se recusou a visitar a ilha. Esta observação causou grande ofensa aos monserratianos e outros. O deputado trabalhista Bernie Grant disse que "Ela parece um porta-voz de um antigo governo colonial e conservador do século XIX."

#### Reforma agrária no Zimbabué
Em 6 de Novembro de 1997, Clare Short enviou uma carta a Kumbirai Kangai, Ministro da Agricultura do Zimbabué, na qual afirmava: "não aceitamos que a Grã-Bretanha tenha responsabilidade especial em pagar pelos custos de compra de terras no Zimbabué". Ela continuou escrevendo: "Somos um novo governo de diversas origens, sem ligações com antigos interesses coloniais. Minhas origens são irlandesas e, como você sabe, fomos colonizados, não colonizadores." Na mesma carta, no entanto, ela ofereceu apoio qualificado para a reforma agrária: "Reconhecemos os problemas reais que vocês enfrentam em relação à reforma agrária... estaríamos preparados para apoiar um programa de reforma agrária que fizesse parte de um programa de estratégia de erradicação da pobreza, mas não em outra linha." Esta carta causou um desentendimento com o governo do Zimbabué, que afirmou que o Acordo de Lancaster House de 1979 continha uma promessa do governo do Reino Unido de ajudar na reforma agrária.

#### Posição no comércio de armas
Em dezembro de 1997, Clare Short assinou a Convenção de Ottawa com o Reino Unido, proibindo a produção, o manuseio e o uso de minas antipessoal.
Em 2001, ela escreveu que "a pronta disponibilidade de armas ligeiras tem um impacto direto e negativo sobre os níveis de criminalidade e conflito nos países em desenvolvimento. Nós (o DFID) estamos apoiando várias iniciativas de construção da paz e de desarmamento". No ano seguinte, ela afirmou que a Grã-Bretanha estava "comprometida em combater a disponibilidade e o uso indevido de armas pequenas".

#### Bombardeio em Kosovo
Clare Short aprovou o bombardeio da OTAN contra a sede da televisão estatal sérvia, no qual dezesseis trabalhadores da mídia foram mortos e outros dezesseis ficaram feridos, porque a emissora era, como ela disse, "uma fonte de propaganda".

#### Renúncia
Em 9 de março de 2003, Clare Short repetidamente chamou Tony Blair de "imprudente" em uma entrevista à rádio BBC e ameaçou renunciar ao Gabinete no caso de o governo do Reino Unido entrar em guerra com o Iraque sem um mandato claro das Nações Unidas. Isto parecia destinado a ser uma reprise da sua anterior demissão como porta-voz do partido durante a Guerra do Golfo de 1991, como um protesto contra a posição do Partido Trabalhista, embora em 1999 ela tivesse apoiado publicamente o ataque da OTAN à Sérvia. No entanto, em 18 de março, ela anunciou que permaneceria no Gabinete e apoiaria a resolução do governo na Câmara dos Comuns.[carece de fontes?]
Clare Short permaneceu no Gabinete durante dois meses após a sua decisão de apoiar a Guerra do Iraque em 2003. Ela renunciou em 12 de maio. Na sua declaração de demissão na Câmara dos Comuns no dia seguinte, ela declarou: "Tanto no período que antecedeu a guerra como agora, penso que o Reino Unido está a cometer erros graves ao fornecer cobertura para os erros dos EUA, em vez de ajudar um velho amigo... O poder americano por si só não pode tornar a América segura... Mas minar o direito internacional e a autoridade da ONU cria o risco de instabilidade, amargura e terrorismo crescente que ameaçará o futuro de todos nós."
Seu sucessor posterior, conservador, no cargo, Andrew Mitchell, descreveu-a como "uma brilhante secretária de desenvolvimento".

### Backbenches

#### Bug da ONU
Em 26 de fevereiro de 2004, Clare Short alegou no programa de rádio BBC Today que espiões britânicos interceptam regularmente comunicações da ONU, incluindo as de Kofi Annan, então secretário-geral. A reclamação foi feita um dia após a retirada inexplicável das acusações de denúncia contra a ex-tradutora do GCHQ Katharine Gun. Reagindo à declaração de Clare, Tony Blair disse: "Eu realmente considero o que Clare Short disse esta manhã como totalmente irresponsável e totalmente consistente [com o caráter de Clare Short]." Blair também afirmou que Clare colocou em risco a segurança britânica, especialmente a segurança dos seus espiões. No mesmo dia, no programa Newsnight da BBC, Clare chamou a resposta de Blair de "pomposa" e disse que a Grã-Bretanha não tinha necessidade de espionar Kofi Annan. Blair não negou explicitamente as alegações, mas Robin Cook, o ex- secretário de Relações Exteriores, escreveu que, em sua experiência, ficaria surpreso se as alegações fossem verdadeiras.[carece de fontes?]
Poucos dias depois, em 29 de fevereiro, Clare Short apareceu no programa Jonathan Dimbleby da ITV, no qual revelou que havia recebido uma carta do funcionário público mais graduado da Grã-Bretanha, o secretário de gabinete Andrew Turnbull. A carta confidencial de Turnbull (que Clare Short mostrou a Dimbleby e que foi citada no programa) advertiu-a formalmente por discutir assuntos de inteligência na mídia e ameaçou "novas ações" se ela não desistisse de dar entrevistas sobre o assunto. Turnbull escreveu que ela fez alegações "que prejudicam os interesses do Reino Unido" e que ele estava "extremamente decepcionado". A "ação adicional" mencionada na carta foi interpretada como uma ameaça à expulsão de Clare Short do Conselho Privado ou a uma ação legal sob a Lei de Segredos Oficiais. Qualquer um dos cursos de ação não tem precedentes recentes; na época, nenhum Conselheiro Privado havia sido expulso desde que Sir Edgar Speyer foi acusado de colaborar com os alemães durante a Primeira Guerra Mundial. Em 1° de março de 2004, um porta-voz de Downing Street recusou-se a descartar tal medida.[carece de fontes?]
No entanto, na mesma entrevista com Jonathan Dimbleby, Clare Short voltou atrás em sua afirmação sobre agentes britânicos incomodando Annan. Ela admitiu que as transcrições que viu das conversas privadas de Annan poderiam estar relacionadas com a África e não com o Iraque. Questionada se poderia confirmar que as transcrições se referiam ao Iraque, ela disse: "Não posso, mas pode muito bem ter havido... Não me lembro de uma transcrição específica em relação ao Iraque, isso não significa que não estivesse lá." Clare também admitiu que a sua afirmação original, no programa Today, de que a Grã-Bretanha tinha escutado Annan, pode ter sido imprecisa. Questionada se o material poderia ter sido repassado aos britânicos pelos americanos, ela disse: "Poderia. Mas normalmente indica isso. Mas não consigo me lembrar disso."

#### Livro
O livro de Clare Short, Uma Decepção Honorável? Novo Trabalhismo, Iraque e o Uso Indevido de Poder, foi lançado pela Free Press em novembro de 2004. Foi um relato da sua carreira no Novo Trabalhismo, mais notavelmente a sua relação com o primeiro-ministro Tony Blair, a relação entre Blair e Gordon Brown, e a preparação para a invasão do Iraque em 2003. O livro ganhou o prêmio de Livro Político do Ano do Channel 4 em 2004.
Em dezembro de 2004, Clare Short teria criticado os esforços dos EUA para distribuir ajuda aos países devastados por um tsunami causado por um grande terremoto no Oceano Índico. Ela foi citada como tendo afirmado que a formação de um grupo de países liderados pelos Estados Unidos para este fim era um desafio ao papel das Nações Unidas, que ela acreditava ser a única qualificada para a tarefa.[carece de fontes?]

#### Declarações sobre Israel

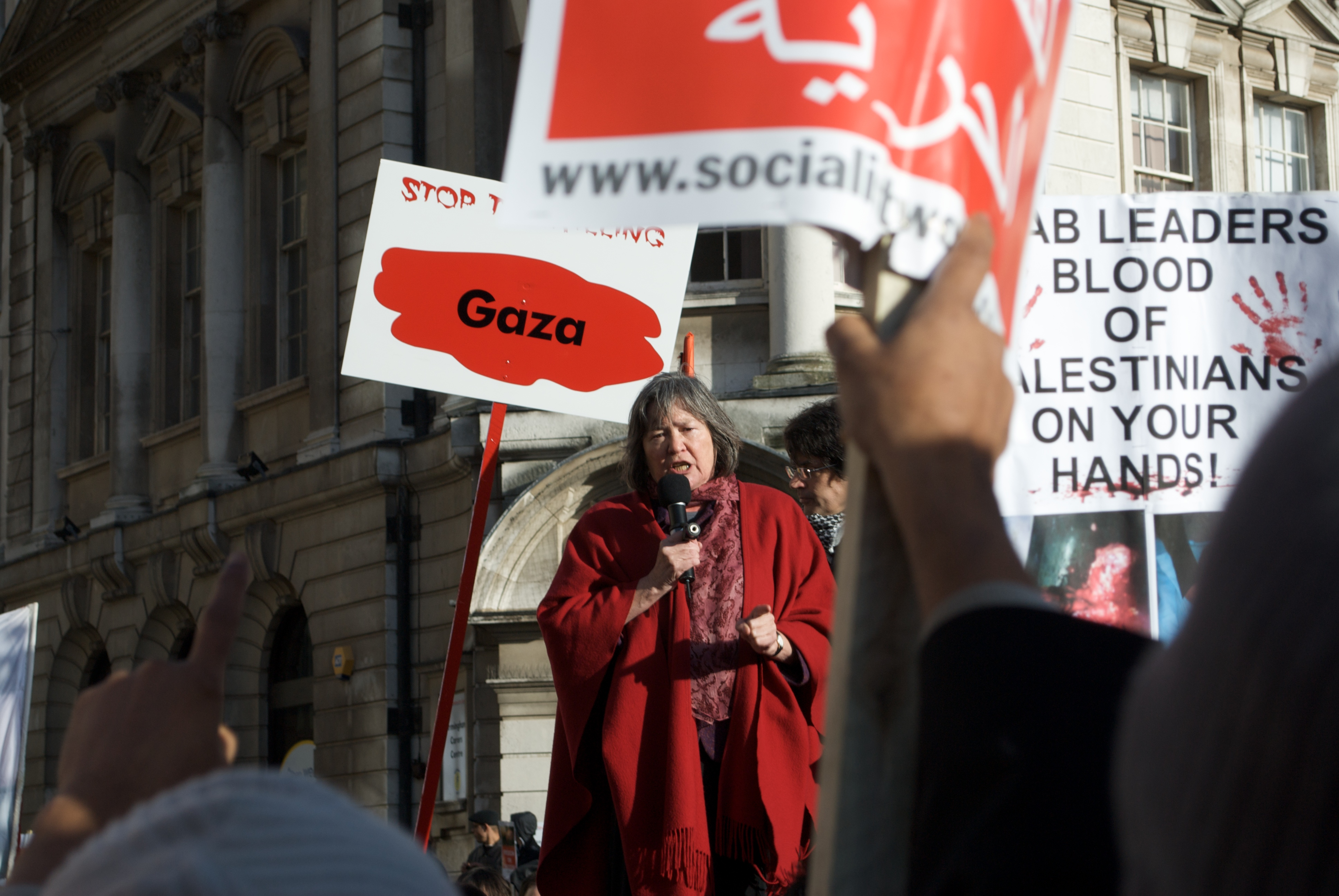
Clare Short falando em um comício em Birmingham, em janeiro de 2009, instando a multidão a "não esquecer os crimes cometidos contra o povo de Gaza" após o conflito Israel-Gaza de 2008-2009

Clare Short condenou Israel como culpado de “anexação sangrenta, brutal e sistemática de terras, destruição de casas e criação deliberada de um sistema de apartheid”. Ela também afirmou que "a UE e a Grã-Bretanha estão em conluio nesta operação e na construção de um novo regime de apartheid" porque dão a Israel acesso comercial privilegiado. Short expressou apoio ao boicote a Israel, declarando na Conferência Internacional das Nações Unidas da Sociedade Civil em Apoio à Paz Israelo-Palestina de 2007 que "O boicote funcionou para a África do Sul, é hora de fazê-lo novamente". Ela também disse na conferência que Israel é “muito pior do que o estado original do apartheid” e que Israel “mina a reação da comunidade internacional ao aquecimento global”.

#### Relacionamento com a televisão al-Manar
De acordo com o The Guardian, Clare Short aceitou £ 1.580 em voos, acomodação em hotel, alimentação e despesas de viagem da al-Manar Television no Líbano, em 2008. Al-Manar é descrita pelo governo dos EUA como "o braço mediático da rede terrorista Hezbollah" e foi classificada como uma entidade terrorista especialmente designada pelos EUA em 2006.[carece de fontes?]
Clare Short disse que a sua viagem foi registada junto das autoridades do Commons e que a visita lhe permitiu ver como estava a decorrer a reconstrução no sul do Líbano após o conflito do país com Israel em 2006.

#### Aposentadoria anunciada
Em 12 de setembro de 2006, Clare Short anunciou que não se candidataria às próximas eleições gerais. Numa breve declaração, Clare disse que tinha "vergonha" do governo de Tony Blair e apoiava a representação proporcional, que ela esperava que fosse alcançada através de um parlamento suspenso. O Chefe do Partido Trabalhista encaminhou o assunto ao Comitê Executivo Nacional do Partido Trabalhista para considerar uma ação disciplinar. Na sexta-feira, 20 de outubro, Clare Short renunciou ao comando trabalhista e anunciou que seria deputada trabalhista independente. Clare recebeu uma reprimenda por escrito do Chefe do Partido Trabalhista pouco antes de a notícia de sua renúncia ao comando do partido ser anunciada.
Depois que Gordon Brown sucedeu Tony Blair como primeiro-ministro, Clare Short disse que a mudança oferecia "um novo começo" e sugeriu que ela poderia voltar a ingressar no Partido Trabalhista parlamentar se Brown mudasse as políticas que a levaram a sair.

#### Inquérito Chilcot
Em 2 de fevereiro de 2010, Short compareceu perante o Inquérito Chilcot no Iraque. Durante isto, ela criticou repetidamente Tony Blair, o procurador-geral Peter Goldsmith e outros no governo do Reino Unido por supostamente enganarem a ela e a outros deputados numa tentativa de obter consentimento para a invasão do Iraque.

## Depois do Parlamento

### Presidente da EITI
Em 1º de março de 2011, ela foi eleita Presidente da EITI (Iniciativa de Transparência nas Indústrias Extrativas) na Conferência Global da EITI, em Paris.

### Trabalho político com a Aliança das Cidades
Desde 2006, Clare Short é membro do Conselho Consultivo de Políticas da Aliança das Cidades e posteriormente presidiu o Fórum Consultivo de Políticas, descrito como uma "plataforma para discussão pública, debate e partilha de conhecimento" sobre a pobreza urbana e o papel das cidades.

### Consideração como candidata a prefeita de Birmingham
Em janeiro de 2011, Clare Short manifestou interesse em se tornar candidata a prefeita de Birmingham, enquanto se aguardava o resultado de um referendo sobre a criação de uma prefeitura eleita diretamente na cidade. No final das contas, a proposta foi derrotada em votação pública em maio de 2012.

### Palestras Ébor
Em 21 de maio de 2008, Short deu uma palestra como parte da série Ebor Lectures 2008 intitulada "Apocalypse Now - Global Equity and Sustainable Living, the Preconditions for Human Survival". Ela falou da necessidade de acabar com a “sociedade do descarte”. Ela considerou a mudança na concepção do mundo desde a década de 1960 e enfatizou a necessidade de considerarmos as consequências das preocupações ambientais de hoje para as gerações do futuro.

## Colaborações culturais
Desde 2018, Clare Short colabora com o artista público Martin Firrell. Firrell citou Clare em outdoors exibidos em todo o Reino Unido. Para a série Power and Gender do artista (2019), Clare Short contribuiu com o texto 'Distorted Power and Great Inequality Are Evil'.

A série Union City (2019) incluiu a observação de Clare Short de que 'Socialismo é uma ideia moral'. Clare explicou: "As pessoas querem que o socialismo signifique a União Soviética e assim por diante, mas isso também significou que Clement Attlee se tornou primeiro-ministro britânico em 1945, e o desenvolvimento do estado de bem-estar social em toda a Europa após a guerra: ações que produziram os melhores e mais civilizados tempos que já experimentamos. E o que o capitalismo significou? O ditador chileno Pinochet, escravidão, fome! Meu ponto é que o socialismo é antes de tudo uma ideia moral, não um sistema econômico."

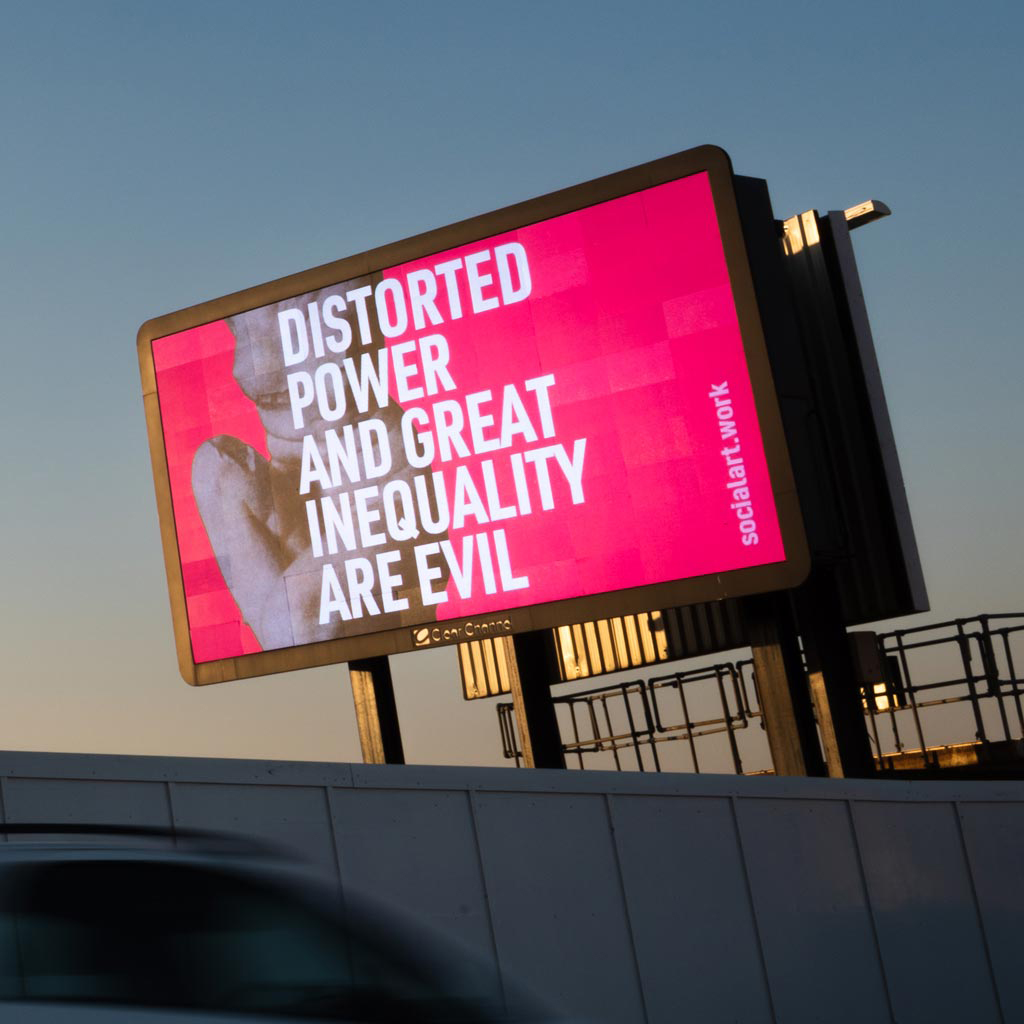
Clare Short citada pelo artista Martin Firrell em Power and Gender, Digital Billboards, Reino Unido, 2019
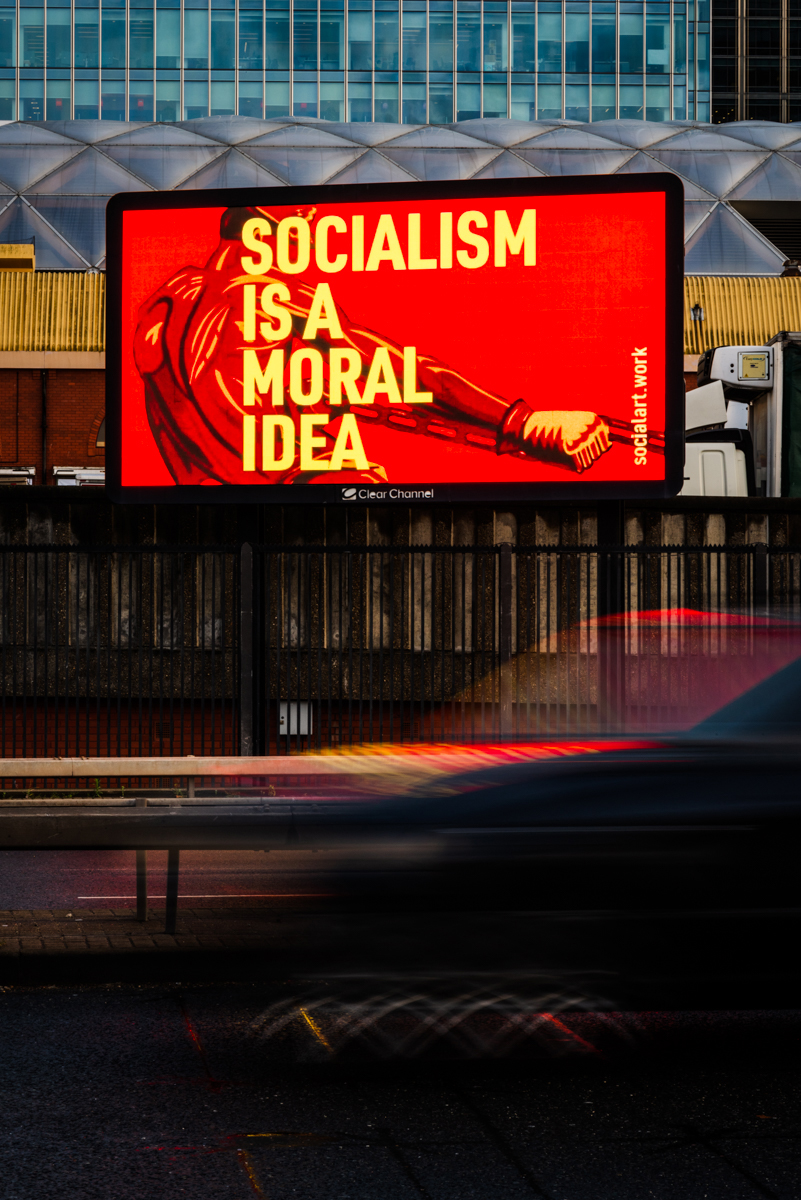
Uma ideia moral: Clare Short citada pelo artista Martin Firrell, Digital Billboards, Reino Unido, 2019

## Vida pessoal
Clare Short foi brevemente casada com um colega da Universidade Keele aos 18 anos, depois que eles tiveram um filho quando ela tinha 17 anos. O filho do casal foi entregue para adoção e não fez contato com a mãe até 1996. Ela então descobriu que seu filho, Toby, era um apoiador conservador que trabalhava como advogado na cidade de Londres, e tinha três filhos.[carece de fontes?]
Em 1981, Clare Short casou-se com Alex Lyon, um parlamentar trabalhista e ministro com quem ela trabalhou  no Ministério do Interior. Dois anos depois, ela foi eleita em Birmingham Ladywood, no mesmo dia em que Lyon perdeu o cargo.[carece de fontes?]
Em 1993, Clare Short foi chamada durante a conferência do Partido Trabalhista ao saber que seu marido estava muito doente e com probabilidade de morrer. Em seu livro An Honorable Deception, ela descreve como "depois de perder seu assento parlamentar, ele deixou de ser um deputado trabalhista sênior para dirigir meu gabinete eleitoral, onde me deu enorme apoio, além de trazer grande experiência para a tarefa. Mais tarde, ele decidiu voltar para a Ordem dos Advogados, mas depois de um tempo se envolveu em várias dificuldades e comecei a suspeitar que ele estava sofrendo de uma depressão profunda ou deterioração mental. Os anos seguintes foram muito difíceis, pois ele passou a ter um comportamento estranho e inexplicável. Ele gradualmente parou de sair com a família e com os amigos e ficava em casa com nosso São Bernardo chamado Fred e não interagia com ninguém além de Fred e eu." Lyon morreu em Milton Keynes naquele ano de doença de Alzheimer, aos 61 anos, e deixou seus dois filhos, Marcus e Adrian, e uma filha, Rebecca, todos de um casamento anterior.[carece de fontes?]

## Prêmios
Em junho de 2009, Clare Short recebeu o título honorário de Doutora em Direito da Universidade de Ulster, em reconhecimento aos seus serviços prestados ao desenvolvimento internacional. Em 2013, ela foi reconhecida como uma das 100 mulheres da BBC.

## Trabalhos
- em conversa Short, Clare com o artista Firrell, Martin (2019) Socialism Is A Moral Idea. Companhia Martin Firrell, ISBN 978-1912622078
- Short, Clare (discurso, 2001) Fazendo a globalização funcionar para os pobres: um papel para o Departamento das Nações Unidas para o Desenvolvimento Internacional, ISBN 1-86192-335-X
- editado por Short, Clare, K. Tunks, D. Hutchinson (1991) Querida Clare... Isto é o que as mulheres sentem Page 3 Radius, ISBN 0-09-174915-8